# Унгернія Віктора
Унгернія Віктора (Ungernia victoris Vved. ex Artjush.) — вид рослин з роду унгернія (Ungernia) родини амарилісових (Amaryllidaceae).

## Історія
Унгернія Віктора була вперше знайдена в горах Чульбаїр і описана О. І. Введенським у 1970 році.

## Ботанічний опис
Багаторічна дикоросла цибулинна рослина. Цибулина велика, 7-12 см в діаметрі, яйцеподібної форми, вкрита темно-коричневими або чорно-бурими плівчастими лусками, витягнутими в довгу (до 17 см завдовжки) шийку. Дінці цибулини добре розвинені, 2-3 см завдовжки і завтовшки. Коріння жовто-рожеве, соковите, ламке, 0,3-0,4 см завтовшки, 10-25 (60) см завдовжки.
Листки дворядні, соковиті, гладкі, лінійні, тупуваті, 20-40 см завдовжки, 1-4 см завширшки; починають відростати в кінці лютого. До середини квітня вони досягають повного розвитку, а в кінці травня — на початку червня засихають. Через 2-2,5 місяця розвивається сплюснутий квітконос, 12-30 см заввишки, що закінчується майже одностороннім зонтикоподібним суцвіттям, вкритим до розпускання бутонів чохлом.
Суцвіття складається з 2-11 майже правильних, лійчастовидних, жовтувато-рожевих або бузкових квіток. Листочки оцвітини 20-25 мм завдовжки, вузьколанцетовидні, гострі, з внутрішньої сторони з рожево-пурпуровою смужкою. Тичинок 6, зав'язь трьохгніздна. Плід — трилопатева, роздута коробочка, 2-3 см в діаметрі, розтріскується при дозріванні насіння. Насінини темно-коричневі, плоскі, широкояйцевидні або еліптичні, до 1,5 см завдовжки. Найчастіше на одному квітконосі повного розвитку досягають лише 2-4 коробочки. У кожній коробочці 10-30 (37) насінин. Таким чином, одна цибулина дає 20-148 насінин загальною вагою від 0,2 до 1,8 г. Вага 1000 насінин близько 13 г.
Цвіте в кінці липня — на початку серпня; плоди дозрівають у вересні.

## Ареал
Унгернія Віктора — ендемічна рослина Середньої Азії. Зростає на роз'єднаних один від одного невеликих ділянках, що займають зазвичай від 25 до 800 м². Дуже рідко можна зустріти зарості площею 1-1,5 га. Такі зарості є на південному схилі Гіссарського хребта в Сурхандар'їнській області Узбекистану і в прилеглих ущелинах (pp. Шеркент, Каратаг і Ханако), розташованих в Таджикистані. У Туркменістані рослина має ізольований вузький ареал тільки в урочищі Ходжапільата в Кугитангу.
Зарості унгернії Віктора тягнуться із заходу на схід вузькою смужкою довжиною в 130—180 км.

## Екологія
Зростає на гірських схилах, вододілах, щебнистих осипах і в ущелинах, на висоті від 800 до 2700 м над рівнем моря. У передгір'ях і в середньому поясі гір вона приурочена до ефемерно-пирійних степів; вище зустрічається в поясі деревної і чагарникової рослинності під пологом ялівця, серед заростей чагарників, а також в типчакових і типчаково-пирійних степах. Зазвичай унгернія Віктора зростає невеликими групами. На старих стійбищах часто утворює майже суцільні зарості.
Унгернія Віктора розмножується як насінням, так і вегетативним способом, шляхом відбруньковування дочірніх цибулин. В кінці вересня плоди рослини розтріскуються, насіння падає на землю поблизу материнської рослини і розноситься схилами гір вітром або потоками води.

## Хімічний склад
В рекомендовані строки збору листя — з 14 по 25 квітня зміст в них суми алкалоїдів коливається від 0,52 до 0,50 %, а вміст галантаміну — від 0,15 до 0,13 %. Крім основного алкалоїду — галантаміну, листя і цибулин рослини містять й інші алкалоїди: лікорін (0,073 %), горденін (0,039 %), тацеттін (0,1 %), панкратін (0,15 %), dl-нарведін (0,0054 %). Максимальне накопичення алкалоїдів, в тому числі і галантаміну, спостерігається в період ранньої вегетації, тоді як під час пожовтіння і відмирання листя кількість їх падає.

## Використання
Унгернія Віктора — лікарська рослина. В медицині використовують її листя, з якого отримують алкалоїд галантамін. Його застосовують як засіб, що знімає залишкові явища поліомієліту, поліневриту, радикуліту, а також при травматичних ушкодженнях чутливих і рухових нервів. Похідну речовину галантаміну — апохлорін використовують при лікуванні різних стадій гіпертонічної хвороби. Алкалоїд лікорін застосовують для лікування гострих і хронічних бронхітів, бронхоектазів; похідною речовиною лікоріну — дігідролікоріном можна лікувати аритмію серця. Однак, як сировину для отримання лікоріну і лікорін-дігідрохлориду використовують листя іншого виду — унгернії Сєвєрцова (Ungernia sewerzowii (Regel) В.Fedtsch).

## Охоронні заходи
Через нераціональні заготівлі унгернія Віктора піддається небезпеці знищення. Перебувала у Червоній книзі СРСР. Наразі занесена до Червоних книг Таджикистану, Туркменістану та Узбекистану.